# Мостарский университет
Мостарский университет (хорв. Sveučilište u Mostaru, лат. Universitas Studiorum Mostariensis) — университет города Мостар Боснии и Герцеговины, расположен в районе Рондо. Это единственный университет в стране, где обучение полностью ведется на хорватском языке.
Корни университета Мостара восходят к 1895 году, когда была создана францисканская богословская школа. В 1950 году в Мостаре начала работу Высшая учебная школа, затем в 1959 году была создана Высшая техническая школа и в 1960 году — высшая сельскохозяйственная школа.
Университет был основан в Мостаре 11 февраля 1977 году. Изначально носил имя Джемала Биедича, югославского боснийского государственного деятеля, погибшего в 1977 году в авиакатастрофе. На момент основания в университете было 4 факультета, 1 колледж и 2 института. В 1977/1978 учебном году в университете обучалось 5016 студентов.
В 1992 году, во время Боснийской войны, университет получил нынешнее название, а его официальным языком стал хорватский. Покинувшие университет профессора-мусульмане в 1993 году основали в Мостаре новое учебное заведение, получившее старое название Университет Джемала Биедича. Он разместился в бывших югославских армейских казармах.
В университете обучается около 14 000 студентов, из них около 17 % из Хорватии. Работает около 1000 сотрудников. В университете есть десять факультетов, академия искусств, восемь институтов и студенческий центр. Учебные программы для бакалавров и магистров приведены в соответствие с Болонскими правилами. Ректором университета является Лерка Остоич. Университет располагается по адресу пл. Большого Хорватского рынка, 1. На печати университета изображено здание францисканского монастыря.

## Ссылка
- Официальный сайт